# 魔王勇者
《魔王勇者》（日语：まおゆう魔王勇者）是由日本小说家橙乃真希创作，Enterbrain出版的奇幻小说系列。同时，也包括基于该小说改编、创作的多部漫画及其他作品。

## 概要
- 本作起初是从2009年9月起并止于11月，于2channel「ニュース速報(VIP)板」（新闻速报(VIP)版）上投稿的即兴小说。该讨论串的主题为魔王「勇者啊，當我的人吧。」勇者「我拒絕！」。之后有志者将零散的投稿内容集结汇总至某个网站之上，因为这一汇总行为而使得小说的读者越来越多，最终让这部小说在网络上成为了热门话题。

- 该作最大的特点是描述性的文字极少，通篇基本上都是角色之间的对话，这一形式与戏剧或动画配音的脚本类似。而且各角色均没有名字，仅以像是“魔王”、“勇者”、“女仆长”之类的头衔或身处的立场来作为名字的替代品，用以区分不同的角色。

- 該作運用了許多專業名詞，諸如“三圃式農業（日语：三田制農業）”、“囚犯困境”等在地理學、經濟學名詞使其帶有頗濃的學術味道。

- 小说的总监修是桝田省治，脚注和设定监修是細江ひろみ和山北篤（同时负责制作地图），插画师是水玉螢之丞（角色原案、绘制插画）和toi8（协助制作，绘制插画）。该小说的商业化出版与Twitter有所关联。在小说成为网络上的热门话题后，关注着这部小说的桝田省治通过Twitter联系到了小说的作者，之后双方确立了出版计划，最终促成了这本小说的商业化出版。

- 小说的出版虽已经以2012年1月的最终卷·第五卷告一段落，但之后又以朗读剧和漫画化等跨媒体化手法继续延续了这部作品的生命力。

- 于2012年6月28日公开了会将此作品动画化的消息。[1]

## 故事简介
这是一个人类与魔族持续着征战的世界。某日，拥有着强大力量的“勇者”闯入了魔王的城堡，他为了拯救人类世界而向魔王发起了挑战，但是，在他面前出现的却是一位外貌与人类女性极其相似的“魔王”。这位魔王并没有选择与勇者开战，而是希望立下让勇者成为她的同伴的契约。而面对着一口回绝并要求决斗的勇者，魔王开始冷静地向勇者分析了人类与魔族间的实际情形，分析了当下的社会秩序是依存于这场战争的这一事实，还分析了即便是在打倒魔王後也无法在根本上解决这场战争的源头的这个真相。
魔王本人希望的是新的可能性——既不是战争结束后的悲惨结局，也不是使战争继续延续下去。勇者在明白了魔王为何需要他的协助之后，决定接受她的契约，帮助她完成心願。于是，勇者和魔王隐藏了各自的真实身份，以一介剑士和一名学者的名义，开始了对这个世界的改革。

## 登场人物

### 魔王與勇者
魔王（聲：小清水亞美）
稱號 「紅玉之瞳」。外表和人类的妙龄少女几乎完全一样的魔族统治者，实际上年龄已经有一百五十歲了。來自境外圖書館，不擅战斗，但长于以经济学为中心的各种高深的知识（差不多是21世纪初的“地球”上的水準）。基于这些知识，她发现了人类与魔族之间的种种问题和矛盾，为了超越种族的隔阂来解决这些问题，因而向勇者求助。因看著勇者從小到大的成長經過，所以喜欢勇者，经常因为他的事情而和女骑士吃醋。
在人类社会中活动时以「红色学士」自称，开展了改革技术和推广教育等工作。拥有巨乳卻被女僕長視同「贅肉」，不过因为以前的生活只专注于钻研学问，所以她自以为不擅长活用自己肉体的魅力。
於前往魔界進行封印古老的魔王靈魂時，在外界給人們留下的印象是由女僕姊建立而成的。結局最後與勇者和女騎士在昏迷中被轉移到不知在何處的山丘上，並與其踏上旅程。
勇者（聲：福山潤）
年轻的男性人类。虽然只是人类，但却拥有卓越的魔力和战斗能力。有一人單挑軍隊的實力，魔界之中無人能敵。起初为了讨伐魔王而独自一人潜入了魔王城，但在听完了魔王对世界现状的说明后，理解了“即便是打倒了魔王也无法解决当前的事态”这一事实，接受了魔王提出的「契约」，并协助魔王开始了改变世界的计划。
他原本的性格是单纯且不擅深思的类型，但以邂逅了魔王为开端，喜欢上了魔王。在接触了许多人与事后，他对于世界实际样貌的理解变得越来越深刻。
在戰鬥技巧方面，由於本身資質過盛，無法作出詳細解釋，故不適合作老師。不過學習戰鬥能力卻是極為優秀，被「老賢者」扶養長大，10歲時就熟練的掌握了24音呪與所有的勇者劍技，即使與歷代勇者相比也可謂是異常的優秀資質，但也因從小就擁有過於強大的力量，因此被人們特別是貴族與教會所恐懼與厭惡，而讓幼年就被稱作「怪物」的勇者造成極大的心靈傷害。長大後雖然一直維持著熱情勇敢且所向無敵的表象，但實際上內心依舊非常孤獨。
在人界隱蔽活動時以「白色劍士」自稱，在魔界中為魔王行動時以「黑騎士」自稱。結局最後與魔王和女騎士在昏迷中被轉移到不知在何處的山丘上，並與其踏上旅程。

### 越冬村
女僕長（聲：齋藤千和）
眼鏡娘，與魔王同族，同樣來自境外圖書館。對魔王非常忠心，但是也以捉弄魔王為樂。
追求「女僕的極致」，打掃、烹飪等家務不在話下，甚至會在必要的時候指揮魔王軍及魔王的近身護衛，是個無所不精、無所不能的超級女僕。
在第三次聖鍵遠征中，被女魔法師帶走。在開門都市地下祭壇協助前者開啟天塔。戰後獨自回到越冬村過著打掃房子的平靜生活。
女仆姐（聲：戶松遙）
曾是农奴的少女。当时她与同为农奴的妹妹一起出逃，在出逃途中经过了魔王设立在人类世界，作为活动基地的大宅子。此後受女僕長的一席話為契機，和妹妹一同成为了魔王宅邸的女仆并安顿了下来。因接触了魔王的学问和了解了勇者的烦恼，而在精神层面上有了相当的成长。
七名兄弟姊妹中排名第三，現僅其與女僕妹生還。
在魔王不在村子時，藉助魔王留下的幻術戒指，變成魔王的樣子來與“同盟”交流，但被青年商人一眼識破。在中央與聖光教會的士兵，來到村子逮捕魔王時，變成魔王的樣子代替魔王被捕。在被押解離開時，想起了自己這段時間的種種經歷，而激動之下將自己的感悟，當眾對在場的人發表。引起民眾共鳴和支持，造就了一場著名的演說，並激發了席捲南方諸王國的啟蒙主義風潮。
後離開魔王的身邊踏上旅程，途中與奏樂子弟一起潛入聖光教會圖書館探，尋光之精靈的秘密，甚至在找出精靈五大家的歷史時，被轉移至外界圖書館一段時間。在圖書館內目睹蔓蕙原之戰後，被女魔法師以她不適合待在圖書館的理由送了出來，之後被貴族子弟推薦為，白夜之國的百人傭兵團的(代理)團長，前往魔界介入第三次聖鍵遠征。期間利用過人的膽識，阻止王弟元帥的五萬大軍進攻蒼魔族領地，間接對聖鍵遠征軍埋下了補給匱乏的伏筆。
戰後在開門都市南部拓荒興建了學術村，並將其發展成一個蓬勃的學術重鎮。小說第五冊後面有關於開門都市戰役的解說就是出自於女僕姐筆下。
女僕妹（聲：東山奈央）
曾是农奴的少女，年幼不懂事，但烹飪才能異常出色。結局時當上了冬之國的宮廷主廚，並時不時因為貪吃本性大爆發而出發旅行，讓副主廚頭痛不已。
军人子弟（聲：鈴木達央）
商人子弟（聲：寺島拓篤）
贵族子弟（聲：梶裕貴）
他们是在越冬村（冬越し村）接受了魔王、勇者、和女骑士的指导，但还不能独当一面的学生。同时，作者也通过他们的话语来，向读者转述故事中这个世界的常识。
軍人子弟在畢業後成為鐵之國的軍人，擔任街道防衛部隊指揮官，在與白夜之國一戰過後成為鐵之國的護民唧。曼穗原之戰擔任鐵之國的防衛前線指揮官，後在第三次聖鍵遠征期間擔任南部聯盟軍的前線指揮官。
商人子弟在畢業後在冬之國中擔任財務長，發明了利用統一馬鈴薯價格來穩定貨幣的馬鈴薯本位制，關稅戰的始作俑者，也積極推動南部經濟改革及冬之國的官僚制度。
貴族子弟在畢業後在中央社交界先後為「同盟」及三國通商同盟擔任說客，為其後南部聯盟的成立起到重要作用。後跟隨女僕姐進入魔界，擔任南部聯盟的外交特使。

### 勇者過去的伙伴
女骑士（聲：澤城美雪）
勇者的舊隊友之一，湖之國出身，湖畔修道院所屬的修女及聖銀冠修會騎士團前騎士，因而所以不仅擅长剑术，还擅长回复系与防御系的魔法。
虽然她对勇者抱有爱恋之心，但勇者本人却完全没有注意到这一点。当勇者独自前往魔王城堡后，女骑士拒绝了奖赏，返回了湖畔修道院。
作為勇者的夥伴，實力極強只略遜於勇者，劍技高超被譽為勇者的左右手，有著「鬼面騎士」、「怪力皇女」、「碎石女夜叉」等恐怖的稱號。雖說掌握了各式各樣的劍技，卻也擁有著可以和南冰將軍正面抗衡的蠻力。而且並非像勇者那樣只擁有個人戰力，亦有著軍事方面的能力，作為指揮官有著極高潛能。
后因魔王向教會组织寻求帮助这一契机而与勇者再次相会，进而开始协助魔王和勇者的工作。南部諸王國首次攻略極光島失敗後被延攬為冬之國獨自出兵的第二次極光島收復戰爭的總大將，並以極少損失獲得大勝後因為其軍事方面的領導才能跟過人的智謀多次擔任冬之國以及三國通商同盟（後稱南部聯盟）的前線指揮官，戰績顯著。在南部以「公主騎士將軍」而廣為人知、後期更被王弟元帥贈與「極光島的白薔薇」等稱號。第三次聖鍵遠征當中，預先率領湖畔騎士團與義勇軍介入戰爭，並且在光之塔內與大主教決鬥。結局最後與魔王和勇者在昏迷中被轉移到不知在何處的山丘上，並與其踏上旅程。
十分在意自己的那对贫乳。
P.s：似乎是其中一代勇者（女）的直系後裔。
女魔法使（聲：福圓美里）
勇者的舊隊友之一，魔導協會的思考領域擴張型人造勇者實驗體，稱號「銀」，體內還有兩個人格「白」及「藍」，三人輪流使用身體。
因勇者孤身前往刺殺魔王，而獨自踏入魔界追尋勇者。為了可以幫助勇者，而追求更強的魔法，而在魔界尋找境外圖書館。
在魔界旅行時巧遇女僕長，得到女僕長得認可成為圖書館族，成功進入境外圖書館。
在成為圖書館族後, 感動了溶入「蛇」的「紅」, 擭得第四人格「紅」（參見魔王勇者外傳第26話）。
習得108種魔法，擁有著「午睡魔法師」、「睡著的噩夢」等外號，在本就是異常強大的勇者隊伍中也是負責廣域殲滅的最強魔法使，雖然魔法威力略遜於勇者，但是論起魔法種類與施法範圍卻是在勇者之上。同時也是暢銷偵探系列小說「好心情殺人事件」的作者，連勇者與魔王都為其書迷。
在最後一戰時以自身全部的力量作為動力取代魔王開啟天塔，將魔王、勇者與女騎士送上天，並在最後吸納了因失去封印之地而溢散的魔王之力，就此失去了蹤跡，然而小說仍時不時的在連載著似乎隱約說明著她依然存在於世界的某處。
管家（聲：銀河万丈）
勇者的舊隊友之一。勇者稱呼弓兵，作為傭兵身分有「黑點」、「瞬殺」恐怖的綽號。
將勇者教導為巨乳控。
經常作弄女騎士，身手不凡，雖然被稱作弓兵，但是卻從來不使用弓，也沒有人能夠看穿其攻擊，只能在目標的身上看到類似被射擊的傷口因而得名。
在冬之國被任命為冬之國的宮廷總管及諜報局長，多次潛入敵後蒐集情報，且在乎鄰塔會議上重創襲擊魔王的蒼魔族。後來在開門都市戰役於大主教一戰中喪命，戰爭結束後遺體被女僕長帶回，並依照王弟元帥與冬寂王的意願安葬與冬之國王宮。
在回憶中得知和老賢者同為其中一代勇者的夥伴。

### 南部諸王國

#### 冬之國
冬寂王（聲：平川大輔／年幼時：瀨戶麻沙美）
是位于大陆最南边的寒冷地区，并与魔族支配的地区相邻的「冬之国」的年轻国王，前名冬之王子。
以因父亲战死后的继位，以及红之学士（魔王）的求见为契机，开展了国政改革，试图改变依存于中央诸国的战争援助的这一现状。三國通商同盟及其後的南部聯盟的創始人及盟主，第三次聖鍵遠征戰後更長期擔任其議長。
將官（聲：山本兼平）

僕從（聲：內田真禮）

先代冬之王（聲：森川智之）
在海战中因白夜王指挥不当而战死。

#### 白夜之國
白夜王（聲：東地宏樹）
政治立场偏向中央，前期反派人物之一，后死于印记王手下。

#### 鐵之國
鐵腕王（聲：町田政則）
铁之国国王，有身为军人的豪放个性。
鐵國少尉（聲：櫻井トオル）
軍人，過去是開拓民。

#### 冰之國
冰雪女王（聲：藤井麻理子）
冰之国的女王，贵族子弟的资助者。

### 同盟
青年商人（聲：神谷浩史）
是在人类世界的大陆上拥有强大势力的商人行会「同盟」的年轻干部。擅長期貨交易，在聖王國有「統治小麥的商人王」的稱號。
在与魔王的交易接洽时确定了魔王拥有的才能和魅力。此后，他在这场人类世界的变革中引发了一系列大型的商业战争。
在開門都市戰役期間因為火龍公女的請求下當上代理魔王，指揮開門都市的防禦。戰後也繼續留在開門都市進行戰後重建，但沒多久就回歸商人之路。傳言中還把火龍公女帶走當成他的永久合夥人做為對後者的報復。
干練會計（聲：立花慎之介）
青年商人的得力助手。
中年商人（聲：長）

### 開門都市
东砦守将（聲：三宅健太）
负责「开门都市」（由人类远征军占领了的魔界的城市）一部分防卫工作的佣兵部队的队长。
其本人对于魔族的看法相当公正，因而在将「开门都市」作为人类与魔族的交流据点的过程中起了相当重要的作用。
忽鄰塔會議中上任為魔族新氏族「衛門族」的族長，在氏族會議中最後一刻阻止了罷免魔王的不信任議案。
副官（聲：羽多野涉）
傭兵，東砦守將的心腹。
魔族女孩（聲：松井惠理子）
於開門都市酒館工作的少女，遠征軍離去後就成了火龍公女的隨從。
司令官（聲：大塚芳忠）→獨眼司令官
開門都市的司令，作為第二次聖鍵遠征的指揮官。
因為受不了惡靈的干擾，帶全部遠征軍以援軍為由，向極光島出發。
第二次聖鍵遠征軍因此失敗，司令官被關進地牢後被牢中的老鼠咬瞎一眼。被月光國的國王提監後指揮月光軍偷襲鐵之國，卻被軍人弟子用戰壕守備而大敗。後在鐵之國內嘗試暗殺女僕姐時被軍人子弟殺死。對冬寂王跟東砦守將恨之入骨。
（聖鍵遠征軍：由中央大陸的危機會議組建的遠征軍，目的為消滅魔族並結束戰爭。過去15年間曾進軍過2次，從南極大陸的「大門」攻入魔界。在破壞了魔族的兩個重要城市後，直逼魔族首都，但由於補給線被破壞，不得已而撤退。）

### 魔族
南冰将軍（聲：白熊寬嗣）
鎮守極光島的魔族軍的指揮官，出身獸牙族的魔界名將。在第二次極光島收復戰時與女騎士單挑陣亡。
夢魔鶇（聲：白石冬美）
黑騎士（實際上是勇者）的使魔。
火龍公女（聲：伊藤靜）
火龍大公的獨生女。被其父许给黑騎士（勇者）当妻子，但勇者不承認。身材姣好，角很漂亮。開門都市自治委員會代表魔界的委員。爾後被勇者甩了，後來被改许配给（也自己看上了）青年商人。
魔族豪商（聲：木村亮俊）
商人，雲龍族。
土木子弟
魔王做為紅之學士时收的另外一名學生，鬼呼族出身。外表及個性有些傻呼呼的，對土木工程抱有極大的興趣，其熱情甚至可以讓他完全變一個人。他是連接人界及魔界的大空洞的一系列橋樑的設計者，也是開門都市重建城牆的設計及負責人。聖鍵遠征軍攻城時他被自己的老師紅之學士/魔王任命為防禦司令。他的現代化城牆設計(斜向土壘，星型城牆)對於防禦聖鍵遠征軍的連日炮擊中發揮了關鍵性的作用。
深愛著奏樂子弟，並衷心地寄望自己所打造的橋能成為奏樂子弟歸鄉的安全之路。
奏樂子弟
魔王做為紅之學士时收的另外一名學生，小氏族森歌族出身的少女。與土木子弟為昆仲之交。旅行到開門都市後，決定前往人界，探索光之精靈與聖骸的秘密。途中相遇到同樣在旅行中的女僕姐後，一起前往聖王都的地下圖書館，之後潛入聖鍵遠征軍，用自己的歌聲為停戰做努力。
深愛著土木子弟，在戰後回到開門都市，並對土木子弟表明，「不論身處何處，只有這裡是我最想念與溫暖的歸處」（土木子弟的懷抱），雖然戰後兩人並沒有結婚，但兩者都認為這樣就好了。

#### 九大氏族之長
妖精女王
妖精族族長。故事初期被獸牙族囚禁，後被黑騎士(勇者)救出。性格溫和的和平主義者，在忽鄰塔會議中屬於主和派，積極主張與人類和平共處。同時也是駐守在冬之國的魔族外交特使。
火龍大公
火龍族族長，忽鄰塔會議的元老議員。性格剛毅有些頑固，對於任何事務都有高深的見解。原本反對魔王，與黑騎士較量後轉為保皇派，還做主把火龍公女許配給了黑騎士。他在和平收復開門都市後積極支持東之砦將的和平共存方針。除了派遣火龍公女擔任自治委員之外，他在協助衛門族的成立中扮演了決定性的角色。魔王暗殺事件後，被魔王委任為臨時忽鄰塔會議議長，並且在魔王前往人界討伐蒼魔印記王時，擔任魔界的領導工作。
戰後被推舉為了正式的忽鄰塔會議議長，於三年後在親友的環繞之下安詳病逝。
銀虎公
獸牙族族長，血氣方剛，義氣深重的好戰份子。在忽鄰塔會議中因為想為族人在人界開闢狩獵場而支持侵略人界，並且認為魔王太軟弱而支持罷免魔王。在魔王暗殺事件後因為感受到魔王的大量及揭露自己實為勇者的黑騎士的演說後對魔王宣誓效忠。後率領本族大兵參與對蒼魔印記王的討伐，在遠征隊返回支援開門都市時為掩護魔王與聖鍵遠征軍的大炮部隊戰鬥中陣亡。
巨人伯
巨人族族長，想法及語法都相當單純的巨人。對人類從沒好感的強硬派跟主戰派。
碧鋼大將
機怪族族長，全身佈滿鐵制盔甲的奇異人物。
紋樣之長
人魔族之長，領導著魔族人口規模最大的氏族。擁有忠厚長者的風格，在忽鄰塔因為族人本身熔爐般的多元化構成而在重大議題上經常採取觀望態度，是八大氏族中唯一的完全中立派。但在魔王暗殺事件後在勇者對於魔王本意的演說下表示對魔王的聯合主義全面支持。
鬼呼姬巫女
鬼呼族之長，善於分析局勢的領導人物。她在忽鄰塔是其中一位完全支持魔王的停戰派、保皇派、及和平主義者。
蒼魔王
蒼魔族之長，是忽鄰塔主戰派中最為激進的族長，也是提出魔王不信任議案的始作俑者。曾經私底下與中央諸國交通。對於人類毫不留情，甚至會違背魔王命令擅自進軍人界。在魔王暗殺事件後被兒子印記王所殺。
蒼魔印記王
蒼魔族的王世子，因為雙眼擁有兩個魔王印記而得名，是為達目的不擇手段的極端主義份子。策劃了魔王暗殺事件企圖登上魔王寶座，並且暗殺了父親，篡奪了蒼魔族長的位置。行動失敗後，回國拋棄了自己的族民，率領大軍侵入人界，在一天之內攻佔了白夜之國。之後蒼魔族大軍，在鐵之國東部的蔓蕙原與南部聯盟激戰時，槓上了要來討伐叛徒的魔界遠征軍。蒼魔印記王則在與黑騎士（勇者）單挑時，被聖鍵遠征軍屬下的火槍部隊襲擊而身受重傷。因被火槍所射擊的傷口無法復原，被受貴族子弟所委託、解放原白夜國人民的雇佣軍首領斬殺身亡，其帶有印記的兩顆眼珠也落到隨軍的聖光教會大主教手上。至于蔓蕙原之戰的結果，蒼魔族大軍因為先後受到魔界遠征軍、聖鍵遠征軍火槍部隊的無差別攻擊，及南部聯盟的计谋（在潰堤的水中，加入特殊的油，等蒼魔大軍被水淹後再放火），而死亡了兩萬人。由他們所驅使的原白夜國軍隊，也是傷亡慘重。

### 中央諸國

#### 聖王國
聖國王
聖王國第十六代國王及王弟元帥的兄長，身為聖國王卻一直受制於聖光教會，自嘲比起有著傑出才幹的弟弟自己就是個教會的傀儡，但是實際上國王本人也十分精明，在青年商人來到聖王都、以商業技巧打擊了聖光教會的信譽時，一眼就看破了青年商人的把戲卻沒有說破，與青年商人達成了協定，允許湖畔教會在聖王都修建修道院並給於和聖光教會同樣的特權，以此來打擊聖光教會。
王弟元帥（聲：櫻井孝宏）
聖國王的弟弟及聖王國軍的元帥。擁有無人能級的軍事統帥能力，在聖王國中有極高的聲望，甚至超越了身為國王的哥哥。在第三次聖鍵遠征軍中的核心人物之一，也是其中最為理性的一個。火槍及大炮也是由他將其成為聖鍵遠征軍的主力武裝。因為受到聖鍵遠征軍內部的排擠而被遣往進攻蒼魔族領地，並受到女僕姐的正面挑戰。其後在率軍返回開門都市的途中與南部聯盟進行了大大小小的會戰，其非凡的手腕也被女騎士及軍人子弟高度讚賞。
戰後以戰爭罪被起訴，但獲判無罪。之後前往蒼魔族領地負責當地的經濟發展，一展自己的內政才能並獲得高度評價。
王室隨侍高階司祭
聖王國王室的高階司祭，隸屬於聖光教會。

#### 聖光教會
大主教（聲：藤原啟治）
聖光教會的大主教，是現在聖光教會的實際領袖，說話十分的緩慢並且斷斷續續，總是將“精靈的教誨”掛在嘴邊並以此來發號施令。和新組建的聖鍵遠征軍一起出征，將蒼魔刻印王擁有“刻印”並蘊含豐富魔力的雙瞳挖出作為自己的收藏品，隨後在攻打開門都市時以“精靈的教誨”的為名強行將聖鍵遠征軍分成兩部分，並要求王弟元帥帶領人數較少的那部分去攻打舊蒼魔族領地。 很難猜測究竟在謀劃什麼，似乎有著自己的陰謀和打算，總之有很多謎團。

### 動畫版登場人物
敘述人（旁白）（聲：永井一郎）
敘述人的徒弟（聲：速水獎）

## 漫画
包括Web漫画在内，計有5部正在连载魔王勇者的漫画化作品。
月刊Comp Ace
自角川书店《月刊Comp Ace》的2011年6月刊起，以标题《魔王勇者 「勇者啊，當我的人吧。」「我拒绝！」》开始连载。作画为漫画家石田あきら。
Champion RED
自秋田书店《Champion RED》的2011年7月刊起，以《魔王勇者 ～前往山丘的彼方～》为标题并开始连载。作画为峠比吕。
Fami通 Comic Clear
自2011年6月起，在Enterbrain的网站“Fami通 COMIC CLEAR”上，以标题《魔王勇者》开始隔週连载。作画是浅见よう。
MAGI-CU Comics Web
自2011年6月起，在Enterbrain的网站“MAGI-CU Comics Web”上，以《魔王勇者4格 魔王大人，这可不合适你啊》开始连载。作画为七积ろんち。它也是相关漫画中唯一的四格漫画。
月刊少年天狼星
自讲谈社《月刊少年天狼星》的2012年1月刊起至2014年5月刊，以标题《魔王勇者 外传 打瞌睡的女魔法師》连载共28话（单行本7卷），现已完结。作画是川上泰树。

## 出版書籍

### 小说
| 卷數 | 日文副標題 | 中文副標題                            | Enterbrain     | Enterbrain                                    | 台灣角川      | 台灣角川               | 天聞角川      | 天聞角川               |
| 卷數 | 日文副標題 | 中文副標題                            | 發售日期       | ISBN                                          | 發售日期      | ISBN                   | 發售日期      | ISBN                   |
| 正傳 | 正傳       | 正傳                                  | 正傳           | 正傳                                          | 正傳          | 正傳                   | 正傳          | 正傳                   |
| ---- | ---------- | ------------------------------------- | -------------- | --------------------------------------------- | ------------- | ---------------------- | ------------- | ---------------------- |
| 1    |            | 「勇者啊，當我的人吧。」 「我拒絕！」 | 2010年12月29日 | ISBN 978-4-04-726933-0                        | 2012年5月17日 | ISBN 978-986-287-688-6 | 2013年4月20日 | ISBN 978-7-5356-6128-9 |
| 2    |            | 忽鄰塔的陰謀                          | 2011年1月31日  | ISBN 978-4-04-726994-1                        | 2012年8月9日  | ISBN 978-986-287-854-5 | 2013年6月20日 | ISBN 978-7-5356-6231-6 |
| 3    |            | 聖鍵遠征軍                            | 2011年4月28日  | ISBN 978-4-04-727097-8                        | 2013年2月18日 | ISBN 978-986-325-143-9 | 2013年9月20日 | ISBN 978-7-5356-6490-7 |
| 4    |            | 己所能為                              | 2011年7月16日  | ISBN 978-4-04-727098-5                        | 2013年5月30日 | ISBN 978-986-325-364-8 | 2014年1月20日 | ISBN 978-7-5356-6711-3 |
| 5    |            | 在那山丘的彼方                        | 2012年1月21日  | ISBN 978-4-04-727144-9 ISBN 978-4-04-727672-7 | 2013年8月15日 | ISBN 978-986-325-539-0 | 2014年12月5日 | ISBN 978-7-5489-1761-8 |
| 外傳 |            |                                       |                |                                               |               |                        |               |                        |
| 1    |            |                                       | 2011年10月31日 | ISBN 978-4-04-727551-5                        |               |                        |               |                        |
| 2    |            |                                       | 2012年6月30日  | ISBN 978-4-04-728095-3                        |               |                        |               |                        |
| 3    |            |                                       | 2012年12月22日 | ISBN 978-4-04-728456-2                        |               |                        |               |                        |

### 改編漫畫
- 作畫：《魔王勇者「勇者啊，當我的人吧。」「我拒絕！」》

| 卷數 | 角川書店       | 角川書店               | 台灣角川       | 台灣角川               |
| 卷數 | 發售日期       | ISBN                   | 發售日期       | ISBN                   |
| ---- | -------------- | ---------------------- | -------------- | ---------------------- |
| 1    | 2011年8月26日  | ISBN 978-4-04-715766-8 | 2012年12月13日 | ISBN 978-986-325-083-8 |
| 2    | 2011年12月26日 | ISBN 978-4-04-120054-4 | 2013年3月15日  | ISBN 978-986-325-260-3 |
| 3    | 2012年4月26日  | ISBN 978-4-04-120205-0 | 2013年4月26日  | ISBN 978-986-325-328-0 |
| 4    | 2012年8月24日  | ISBN 978-4-04-120361-3 | 2013年5月8日   | ISBN 978-986-325-396-9 |
| 5    | 2012年12月22日 | ISBN 978-4-04-120518-1 | 2013年7月24日  | ISBN 978-986-325-468-3 |
| 6    | 2013年2月23日  | ISBN 978-4-04-120577-8 | 2013年9月23日  | ISBN 978-986-325-609-0 |
| 7    | 2013年5月24日  | ISBN 978-4-04-120697-3 | 2013年12月18日 | ISBN 978-986-325-732-5 |
| 8    | 2013年8月22日  | ISBN 978-4-04-120822-9 | 2014年5月16日  | ISBN 978-986-325-974-9 |
| 9    | 2013年12月26日 | ISBN 978-4-04-120938-7 | 2014年9月19日  | ISBN 978-986-366-137-5 |
| 10   | 2014年3月26日  | ISBN 978-4-04-121047-5 | 2015年1月15日  | ISBN 978-986-366-325-6 |
| 11   | 2014年7月26日  | ISBN 978-4-04-101732-6 | 2015年5月27日  | ISBN 978-986-366-519-9 |
| 12   | 2014年10月25日 | ISBN 978-4-04-101733-3 | 2015年7月28日  | ISBN 978-986-366-647-9 |
| 13   | 2015年1月26日  | ISBN 978-4-04-101734-0 | 2015年11月11日 | ISBN 978-986-366-818-3 |
| 14   | 2015年4月25日  | ISBN 978-4-04-101735-7 | 2016年1年13年  | ISBN 978-986-366-925-8 |
| 15   | 2015年7月25日  | ISBN 978-4-04-102908-4 | 2016年7月13日  | ISBN 978-986-473-179-4 |
| 16   | 2015年10月26日 | ISBN 978-4-04-102909-1 | 2016年8月10日  | ISBN 978-986-473-242-5 |
| 17   | 2016年2月26日  | ISBN 978-4-04-102910-7 | 2017年4月19日  | ISBN 978-986-473-637-9 |
| 18   | 2016年8月26日  | ISBN 978-4-04-104685-2 | 2017年9月20日  | ISBN 978-986-473-904-2 |

- 作畫：峠比呂《魔王勇者～前往山丘的彼方～》

| 卷數 | 秋田書店      | 秋田書店               | 台灣角川       | 台灣角川               |
| 卷數 | 發售日期      | ISBN                   | 發售日期       | ISBN                   |
| ---- | ------------- | ---------------------- | -------------- | ---------------------- |
| 1    | 2011年9月20日 | ISBN 978-4-253-23345-3 | 2012年12月22日 | ISBN 978-986-325-062-3 |
| 2    | 2012年2月20日 | ISBN 978-4-253-23346-0 | 2013年3月16日  | ISBN 978-986-325-284-9 |
| 3    | 2012年7月20日 | ISBN 978-4-253-23347-7 | 2013年6月15日  | ISBN 978-986-325-380-8 |
| 4    | 2013年1月18日 | ISBN 978-4-253-23348-4 | 2013年8月27日  | ISBN 978-986-325-571-0 |
| 5    | 2013年8月20日 | ISBN 978-4-253-23349-1 | 2014年3月22日  | ISBN 978-986-325-876-6 |
| 6    | 2014年2月20日 | ISBN 978-4-253-23350-7 | 2014年11月15日 | ISBN 978-986-366-249-5 |
| 7    | 2014年7月18日 | ISBN 978-4-253-23651-5 | 2015年6月12日  | ISBN 978-986-366-569-4 |
| 8    | 2014年9月19日 | ISBN 978-4-253-23652-2 | 2015年9月10日  | ISBN 978-986-366-721-6 |

- 作畫：《魔王勇者》

| 卷數 | Enterbrain     | Enterbrain                                    | 台灣角川       | 台灣角川               |
| 卷數 | 發售日期       | ISBN                                          | 發售日期       | ISBN                   |
| ---- | -------------- | --------------------------------------------- | -------------- | ---------------------- |
| 1    | 2011年11月15日 | ISBN 978-4-04-727620-8                        | 2013年1月23日  | ISBN 978-986-325-191-0 |
| 2    | 2012年3月15日  | ISBN 978-4-04-727942-1                        | 2013年7月3日   | ISBN 978-986-325-333-4 |
| 3    | 2012年9月15日  | ISBN 978-4-04-728337-4 ISBN 978-4-04-728338-1 | 2013年7月17日  | ISBN 978-986-325-464-5 |
| 4    | 2013年1月25日  | ISBN 978-4-04-728628-3                        | 2013年12月11日 | ISBN 978-986-325-738-7 |
| 5    | 2013年7月13日  | ISBN 978-4-04-729027-3                        | 2014年5月10日  | ISBN 978-986-325-950-3 |
| 6    | 2014年9月13日  | ISBN 978-4-04-729904-7                        | 2015年4月25日  | ISBN 978-986-366-455-0 |
| 7    | 2015年8月12日  | ISBN 978-4-04-730494-9                        | 2017年4月26日  | ISBN 978-986-473-618-8 |
| 8    | 2016年12月15日 | ISBN 978-4-04-734354-2                        |                |                        |

- 作畫：《魔王勇者4格 魔王大人，這可不合適你啊》

| 卷數 | Enterbrain     | Enterbrain             |
| 卷數 | 發售日期       | ISBN                   |
| ---- | -------------- | ---------------------- |
| 1    | 2012年3月24日  | ISBN 978-4-04-727867-7 |
| 2    | 2013年1月25日  | ISBN 978-4-04-728777-8 |
| 3    | 2014年10月25日 | ISBN 978-4-04-729906-1 |

- 作畫：川上泰樹《魔王勇者 外傳 打瞌睡的女魔法師》

| 卷數 | 講談社        | 講談社                 |
| 卷數 | 發售日期      | ISBN                   |
| ---- | ------------- | ---------------------- |
| 1    | 2012年5月9日  | ISBN 978-4-06-376335-5 |
| 2    | 2012年12月7日 | ISBN 978-4-06-376375-1 |
| 3    | 2013年1月9日  | ISBN 978-4-06-376379-9 |
| 4    | 2013年6月7日  | ISBN 978-4-06-376401-7 |
| 5    | 2013年10月9日 | ISBN 978-4-06-376418-5 |
| 6    | 2014年3月7日  | ISBN 978-4-06-376448-2 |
| 7    | 2014年5月9日  | ISBN 978-4-06-376464-2 |

### 其他
- 《魔王勇者漫畫群像篇～越冬村活動報告書～》（まおゆう魔王勇者コミックアラカルト～冬越し村活動報告書～）作者：コンプエース編輯部
  - 日本（角川書店）：2013年2月22日發售（ISBN 978-4-04-120578-5）
  - 台灣、香港（台灣角川）：2014年6月25日發售（ISBN 978-986-325-998-5）

- 編：ホビー書籍部
  - 日本（Enterbrain）：2013年3月29日發售（ISBN 978-4-04-728692-4）

- 
  - 日本（秋田書店）：2013年5月20日發售（ISBN 978-4-253-23344-6）

## 广播剧CD
小說及漫畫特裝版的附带赠品。聲優與日後電視動畫版相同。
配音演员
- 魔王：小清水亚美
- 勇者：福山润
- 女仆长：斋藤千和
- 女仆姐：户松遥
- 女仆妹：东山奈央
- 女骑士：泽城美雪
- 女魔法使：福圆美里
- 青年商人：神谷浩史
- 中年商人：長
- 老贤者：堀川亮
- 辣腕会计：立花慎之介
- 军人子弟：铃木达央
- 贵族子弟：梶裕贵
- 商人子弟：寺岛拓笃
- 火龙大公：广濑正志
- 火龙公女：伊藤静
- 冬之王子：平川大辅
- 先代冬寂王：森川智之
- 管家：银河万丈
- 铁碗王：町田政则
- 冰雪女王：藤井麻理子
- 东砦守将：三宅健太
- 白夜王：东地宏树
- 魔族女孩：松井惠理子
- 伤病魔族：株田裕介
- 叙述人（旁白）：永井一郎

## 網路廣播
千和与奈央的魔王勇者女仆广播
2011年11月24日 - 12月22日于niconico直播和Fami通.com播出，每週四更新，全5回。
主持人：斋藤千和、东山奈央

## 電視動畫
2013年1月4日開始播出。

### 製作人員
- 監督：高橋丈夫
- 系列構成：荒川稔久
- 人物設計：工藤昌史、烏宏明
- 總作畫監督：烏宏明
- 美術：小濱俊裕
- 動畫製作：Arms
- 製作：Project魔王勇者（角川書店、波麗佳音、KLOCK WORX、MOVIC、GENCO、Flying DOG、Enterbrain、Animax、docomo Anime Store）

### 主題曲
片頭曲
作詞、作曲、編曲：宮川彈，歌：YOHKO
片尾曲「Unknown Vision」
作詞、歌：新居昭乃，作曲：新居昭乃、保刈久明，編曲：保刈久明
第11話未使用。

### 各話列表
| 話數              | 日文標題 | 中文標題                                          | 劇本     | 分鏡       | 演出                       | 作畫監督                                                                                 | 改編自小說 |
| ----------------- | -------- | ------------------------------------------------- | -------- | ---------- | -------------------------- | ---------------------------------------------------------------------------------------- | ---------- |
| 第一章            |          | 「勇者啊，當我的人吧」「我拒絕！」                | 荒川稔久 | 高橋丈夫   | 三瓶聖                     | 番由紀子                                                                                 | 第一卷     |
| 第二章            |          | 「請讓我們成為人」                                | 荒川稔久 | 川西泰二   | 新留俊哉                   | 一居一平                                                                                 | 第一卷     |
| 第三章            |          | 「這段時間你到底去哪裡摸魚啦！」                  | 荒川稔久 | 高田充     | 高橋丈夫                   | 中本尚                                                                                   | 第一卷     |
| 第四章            |          | 「要是這樣我就去咬勇者！」                        | 荒川稔久 | 小柴純彌   | 西村博昭                   | Kim Yoon Joung                                                                           | 第一卷     |
| 第五章            |          | 「魔王聞起来很香呢」 「勇者的臂彎讓人很安心」     | 荒川稔久 | 高橋丈夫   | 小柴純彌                   | Chang Bum Chul                                                                           | 第一卷     |
| 第六章            |          | 「歡迎回來，勇者！」 「啊啊，老爺子…我回來了！」  | 荒川稔久 | 大久保政雄 | 淺利藤彰                   | 、一居一平 河村明夫、臼田美夫                                                            | 第一卷     |
| 第七章            |          | 「我很快就能回來」 「很快就能再次見面」           | 荒川稔久 | 島津裕行   | 高村雄太                   | 中本尚、青木里枝 小市由佳、金丸綾子 岡辰也、筆坂明規                                     | 第一卷     |
| 第八章            |          | 「拿起劍吧、我的主人」                            | 荒川稔久 | 成田歲法   | 西村博昭                   | Kim I sung 竹內昭                                                                        | 第一卷     |
| 第九章            |          | 「我是人類」                                      | 荒川稔久 | 下田正美   | 小柴純彌                   | Kim Yoon Joung Eum Ik Hyun Park Chang Hwan                                               | 第一卷     |
| 特別章 （總集篇） |          | 「這個故事不是只有贅肉而已！」                    | 不適用   | 不適用     | 不適用                     | 不適用                                                                                   | 不適用     |
| 第十章            |          | 「那個人留下的佈局， 會給我們帶來多方面的意義嗎」 | 荒川稔久 | 今泉賢一   | 西村博昭                   | Chang Bum Chul                                                                           | 第二卷     |
| 第十一章          |          | 「只會破壞與殺戮，你什麼都不會創造」              | 荒川稔久 | 島津裕行   | 渡部穩寬                   | 橋本英樹、村司晃英 野道佳代、岡辰也 筆坂明規                                             | 第二卷     |
| 第十二章          |          | 「讓你久等了，我的勇者」 「妳睡過頭了，我的魔王」 | 荒川稔久 | 高橋丈夫   | 末田宜史 淺利藤彰 小柴純彌 | 、一居一平 石井裕美子、臼田美夫 Kim Yoon Joung Kim Hong Hun Park Chang Hwan Lee Hung Soo | 第二卷     |

### 播放電視台
日本深夜動畫：下文記載的日本国内播放時間使用日本標準時間（UTC+9）表示。因為部分時間标识會採用30小时制，因此請留意这类超过24:00的时间，其實際播放時間為翌日清晨。
| 播放地區 | 播放電視台       | 播放日期               | 播放時間（UTC+9）          | 所屬聯播網 | 備註              |
| -------- | ---------------- | ---------------------- | -------------------------- | ---------- | ----------------- |
| 東京都   | TOKYO MX         | 2013年1月4日 - 3月29日 | 星期五 25時00分 - 25時30分 | 獨立UHF局  |                   |
| 三重縣   | 三重電視台       | 2013年1月4日 - 3月29日 | 星期五 25時50分 - 26時20分 | 獨立UHF局  |                   |
| 神奈川縣 | 神奈川電視台     | 2013年1月6日 - 3月31日 | 星期日 25時00分 - 25時30分 | 獨立UHF局  |                   |
| 兵庫縣   | SUN電視台        | 2013年1月7日 - 4月1日  | 星期一 24時35分 - 25時05分 | 獨立UHF局  |                   |
| 京都府   | KBS京都          | 2013年1月7日 - 4月1日  | 星期一 25時00分 - 25時30分 | 獨立UHF局  |                   |
| 岐阜縣   | 岐阜放送         | 2013年1月8日 - 4月2日  | 星期二 25時00分 - 25時30分 | 獨立UHF局  |                   |
| 日本全國 | Animax           | 2013年1月10日 - 4月4日 | 星期四 22時00分 - 22時30分 | 衛星電視   | 有重播            |
| 日本全國 | d市場 animestore | 2013年1月11日 - 4月5日 | 星期五 12時00分 更新       | 網路電視   |                   |
| 日本全國 | ShowTime         | 2013年1月11日 - 4月5日 | 星期五 16時00分 更新       | 網路電視   |                   |
| 日本全國 | NICONICO動畫     | 2013年1月11日 - 4月5日 | 星期五 23時00分 更新       | 網路電視   |                   |
| 日本全國 | Animax           | 2013年1月12日 - 4月6日 | 星期六 22時00分 - 22時30分 | 衛星電視   | BS ANIMAX免費放送 |

| 播放地區 | 播放電視台 | 播放日期                 | 當地播放時間            | 備註       |
| -------- | ---------- | ------------------------ | ----------------------- | ---------- |
| 香港     | Animax     | 2015年9月8日－9月28日    | 星期一至二 22:00－23:00 |            |
| 臺灣     | Animax     | 2015年9月12日－9月23日   | 每日21:30－22:00        | 有重播時段 |
| 臺灣     | Animax HD  | 2015年12月10日－12月21日 | 每日19:30－20:00        | 有重播時段 |

## 脚注
1. ↑  . FAMITSU.com.   [2012-08-12]. （原始内容存档于2020-08-09） （日语）.
2. ↑  . FAMITSU.com. 2012-11-06  [2012-11-24]. （原始内容存档于2020-07-07） （日语）.
3. ↑   . . 2012年11月6日  [2015年5月8日]. （原始内容存档于2015年4月12日） （日语）. 因此在動畫開播前，特地以之名舉辦活動。關於「駄」另見韋駄天翔#註釋。
4. 1 2  特裝版附廣播劇CD
5. 1 2 3  內附廣播劇CD
6. ↑  台灣Animax臉書 （页面存档备份，存于），201612/13閱覽。